# Roswitha Bauer

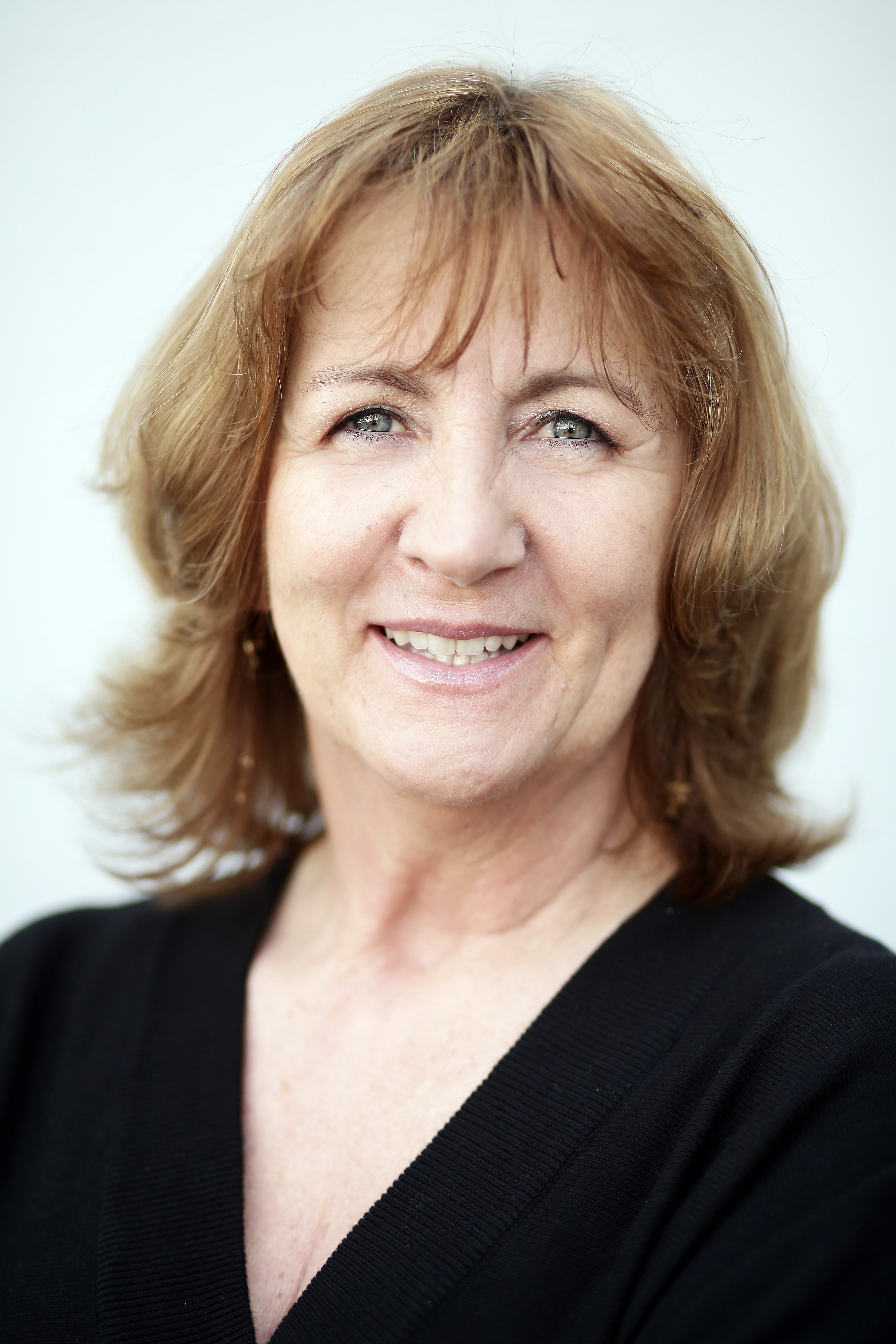
Roswitha Bauer

Roswitha Bauer (* 2. Mai 1959 in Bad Wimsbach-Neydharting) ist eine oberösterreichische sozialdemokratische Politikerin. Von 2003 bis 2021 war sie Abgeordnete zum Oberösterreichischen Landtag.

## Ausbildung und Werdegang
Sie besuchte die Volksschule in Bad Wimsbach-Neydharting, die Hauptschule in Stadl-Paura. Anschließend war sie zwei Jahre an der Handelsakademie in Wels, sowie ein Jahr in der Handelsschule bis zum Abschluss.
Sie machte die Studienberechtigungsprüfung an der Johannes Kepler Universität Linz (1998–1998) und studierte dann vier Semester lang Sozialwirtschaft.
Gemeinsam mit ihrem Mann, den sie 1977 heiratete, war sie von 1977 bis 1982 beruflich im Ausland tätig (Ungarn, Indien, Tunesien, Algerien, Kamerun, Abu Dhabi, Dubai).
In der Welser Volksbank arbeitete sie von 1982 bis November 2003.

## Politische Tätigkeit
Bauer ist ab 1997 Gemeinderätin in Bad Wimsbach-Neydharting, ab dem 23. Oktober 2003 war sie Abgeordnete des oberösterreichischen Landtags. Am 17. Juni 2021 rückte Heidi Strauss für sie im Landtag nach. Anfang 2022 trat sie nach 42 Jahren aus der SPÖ aus, Auslöser war die Befürwortung der COVID-19-Impfpflicht in Österreich durch Parteivorsitzende Pamela Rendi-Wagner.